# Компромисс Криттендена
Компромисс Криттендена (англ. Crittenden Compromise) — совокупность шести поправок к Конституции США, предложенных Сенатором от Кентукки Джоном Криттенденом в декабре 1860 года с целью предотвращения гражданской войны после победы Авраама Линкольна на выборах. На фоне начавшегося отделения южных штатов Сенаторы от этого региона стали покидать Сенат. Тогда некоторые политики обратились к 74-летнему Криттендену, который провёл около 40 лет на государственной службе за мирным способом сохранения союза. 18 декабря 1860 года он представил свой план. Криттенден считал, что успешное разрешение настолько сложного кризиса должно было выйти за рамки обычных законов и представлять собой постоянное решение; именно поэтому он предложил шесть поправок к Конституции. В основе плана лежала поправка о возвращении Миссурийского компромисса, запрещавшего рабство к северу от параллели 36°30', и де-факто отменённого законом Канзас-Небраска в 1854 году. Также федеральное правительство должно было возместить ущерб владельцам беглых рабов, возвращению которых на юг мешали северные аболиционисты, защитить рабство в округе Колумбия от действий Конгресса и санкционировать применение народного суверенитета на федеральных территориях.
Предложение было передано на рассмотрение специальному комитету и получило поддержку как влиятельных политиков, таких как Уильям Сьюард, так и общественности, представители которой написали в Конгресс петицию о принятии плана. Однако радикальные республиканцы и Линкольн выступили против компромисса, в результате чего он был с небольшим перевесом отклонён Сенатом. Сам Криттенден покинул Конгресс в марте 1861 года и вернулся в Кентукки, где смог убедить своих земляков не выходить из состава Союза во время начавшейся войны.